# Rigmor Dam
Rigmor Dam (født 18. december 1971 i Tórshavn) er en færøsk politiker, lærer og informationsrådgiver. Hun er uddannet lærer, men har i årene før hun blev lagtingsmedlem arbejdet som journalist og informationsrådgiver. En periode arbejdede hun for avisen Sosialurin.

## Karriere

### Opvækst, uddannelse og arbejde
Rigmor blev født i Tórshavn i 1971 og voksede op dels i København og dels i Tórshavn. Hun boede i København de første 9 år af sit liv. Familien flyttede tilbage til Færøerne i 1981, de bosatte sig i Tórshavn, hvor Rigmor gik i folkeskole i Venjingarskúlin og Tórshavns Kommuneskole. I 1991 afsluttede hun HF fra Føroya Studentaskúli og HF skeið i Hoydalar, hvorefter hun flyttede til København for at læse til lærer. Efter at hun fik blev uddannet lærer ved Blaagaard Statsseminarium i København i 1998, arbejdede hun som folkeskolelærer i Eysturskúlin i Tórshavn indtil 2005. Udover læreruddannelsen har hun også studeret et år ved Journalisthøjskolen i Århus og et år Sam.bas ved Roskilde Universitetscenter.
I 2006 blev hun ansat som journalist ved Miðlahúsið i Tórshavn, hvor hun mest skrev for avisen Sosialurin, hun var ansat der indtil 2010, da hun blev ansat som kommunikationsmedarbejder hos Starvsmannafelagið. Hun var i orlov fra stillingen, mens hun var i Lagtinget eller Landsstyret.

### Politisk karriere

#### Ungdoms- og kvindepolitik mm.
Rigmor Dam var som ung aktiv i Sosialistiskt Ungmannafelag. Hun var redaktør for det færøske magasin Oyggjaskeggi, mens hun studerede i København. Hun var bestyrelsesmedlem af Kvinnufelagið í Havn 2008-2010 og igen fra 2014 til 2015. I 2010 var hun vicemedlem af Færøernes Kvindeforbund (Kvinnufelagasamskipan Føroya), som er en paraplyorganisation for en række kvindeforeninger på Færøerne. Fra 2004 til 2012 var hun medlem af Tórshavn Byråds M.A. Jacobsens kulturpris-bestyrelse. Nævnet indstiller kulturpersoner til Mentanarvirðisløn M. A. Jacobsens.

#### Lagtingsmedlem og minister
Rigmor Dam blev valgt ind til Færøernes Lagting til lagtingsvalget 29. oktober 2011 for Javnaðarflokkurin (Socialdemokratiet). Hun fik 4. flest personlige stemmer på liste C, af kvinderne på samme liste var hun den som fik flest stemmer. Hun blev nummer 9 af de 10 lagtingsmedlemmer, som fik flest personlige stemmer i 2011. Hun blev genvalgt ved lagtingsvalget 2015 igen som nummer fire blandt partiets kandidater. og 15. september 2015 blev hun udnævnt til Færøernes kulturminister i Aksel V. Johannesens regering. I januar 2019 gik hun fra som minister, og kulturministerens opgaver blev derefter delt mellem to ministerier. Javnaðarflokkurin som havde mistet to medlemmer (Sonja Jógvansdóttir blev løsgænger og Kristin Michelsen blev ekskuderet af partiet) mistede nu også denne ministerpost. Ministerens opgaver blev delt mellem to personer. Kultursagerne skulle varetages af Høgni Hoydal, der i forvejen var fiskeriminister, og Hanna Jensen fra Framsókn blev ny skoleminister. Ved lagtingsvalget 2019 blev Rigmor Dam ikke genvalgt.

#### Lagtingsudvalg
- 2011-15 Næstformand for Velfærdsudvalget (Trivnaðarnevndin)[8]
- 2011-15 Medlem af Kulturudvalget (Mentanarnevndin)
- 2011-15 Vicemedlem af JustitdudvalgetJustitsudvalget (Rættarnevndin)

## Familie
Rigmor Dam's forældre er Durita og Bergur P. Dam, hendes farfar var forhenværende lagmand Peter Mohr Dam, hun er forhenværende lagmand Atli Dam's niece og Helena Dam á Neystabø's kusine. Hendes mand er Arnbjørn Ó. Dalsgarð, som er uddannet filosof og bibliotekar. Han er også forfatter og redaktør. De har tre børn sammen: Bergur (født 1990), Rói (født 1998) og Sára Maria (født 2000).